# Canthidium hyla
Canthidium hyla là một loài bọ cánh cứng trong họ Bọ hung (Scarabaeidae).